# Danzig
Danzig — американський хеві-метал-гурт, заснований в 1987 році Гленном Данзігом, колишнім вокалістом хоррор-панк гуртів Misfits і Samhain. Після успіху першого альбому, гурт експериментував з різними стилями, зокрема з індастріал-металом.

## Історія

### Ранні роки (1986–1987)
14 липня 1986 року гурт Samhain виступив у The Ritz в Нью-Йорку на тому, що мало стати їх останнім шоу. На ньому був присутній Рік Рубін, який шукав потенційних артистів для підписання контракту зі своїм лейблом Def Jam Recordings. Спочатку Рубін хотів підписати лише самого Данціга, маючи намір зробити його вокалістом хард-рок-супергрупи, яку передбачав Рубін. Однак Данциг відмовився підписати контракт з лейблом Рубіна, не включивши басиста Samhain Ірі Вона. У 1987 році він запросив Джона Христа на гітарі та Чака Біскуїца (колишній барабанщик Black Flag) на барабанах. Щоб показати зміну музичного напряму та уникнути необхідності починати все заново після майбутніх змін у складі, Гленн, за порадою Рубіна, змінив ім’я гурту на своє прізвище Данціг.  Першим релізом гурт була пісня «You And Me (Less Than Zero)» з саундтреку Less Than Zero і названа Glenn Danzig & The Power and Fury Orchestra.

### "Класична" ера (1988–1993)
У 1988 році Danzig випустив свій однойменний дебютний альбом на Def American (пізніше перейменований в American Recordings). Група гастролювала по всьому світу на підтримку альбому протягом 1988 та 1989 років; розігрівали Slayer у своєму турі South of Heaven у Північній Америці та Metallica у своєму турі ...And Justice for All у Європі і згодом виступили хедлайнерами свого власного туру, який включав підтримку таких гуртів, як Murphy's Law, Mudhoney, Accept, Armored Saint, Circus of Power, White Zombie, Sick of It All та Carnivore. Danzig є найбільш продаваним альбомом гурту, отримавши золотий сертифікат у США в 1994 році і зрештою став платиновим.
У 1990 році Danzig випустив свій другий альбом Danzig II: Lucifuge. До 1992 року участь Рубіна в групі почала зменшуватись. Сам Данзіг став співпродюсером третього альбому Danzig III: How the Gods Kill. У наступному році група випустила EP Thrall: Demonsweatlive, який містив кілька концертних треків з шоу групи на Гелловін 1992 року, а також три нові студійні треки. Концертна версія "Mother", пісня з першого альбому, стала популярною на радіостанціях, орієнтованих на альбоми, тоді як її музичне відео привернуло значну увагу MTV. Зрештою, восени 1994 року гурт був нагороджений двома золотими альбомами за виняткові продажі своєї першої платівки та Thrall: Demonsweatlive.  Відновлення популярності «Mother» не тільки допомогло підвищити авторитет Danzig в музичній індустрії, але й призвело до того, що гурт почав виступати на більших майданчиках, таких як арени та амфітеатри, які включали хедлайнери в турне по США з такими групами, як White Zombie, Kyuss, Type O Negative, Godflesh, Korn і Marilyn Manson.

## Учасники
- Глен Данзіг – вокал, ритм-гітара, клавішні (1987–present)
- Джонні Келлі – ударні (2002–2003, 2005–present)
- Стіві Зінг – бас-гітара, бек-вокал (2006–present)
- Томмі Віктор – гітара (1996–1997, 2002–2005, 2008–present)

## Дискографія
- Danzig (1988)
- Lucifuge (1990)
- How the Gods Kill (1992)
- Danzig 4 (1994)
- Blackacidevil (1996)
- 6:66 Satan's Child (1999)
- 777: I Luciferi (2002)
- Circle of Snakes (2004)
- Deth Red Sabaoth (2010)
- Skeletons (2015)
- Black Laden Crown (2017)
- Danzig Sings Elvis (2020)